# 五一站 (慈江道)
五一站（韓語：오일역）是朝鮮民主主義人民共和國慈江道长江郡五一劳动者区的一個鐵路車站，属于江界线。

## 邻近车站
江界线
公北站 - 五一站 - 坪里站